# 李查理 (計算機科學家)
李查理是一位计算机科学家，他最廣為人知的身份為莱特币的創辦人，他是莱特币基金會的常務董事。 2013年7月，他還任職於交易所Coinbase。

## 早期生活
李查理出生於科特迪瓦，他於13歲時移居美國並在1995年高中畢業。2000年，他畢業於麻省理工学院並取得计算机科学的學士及碩士學位。
李查理的兄弟李鲍勃（Bobby Lee）是加密貨幣交易所比特幣中國的創辦人。

## 职业生涯
2000年起，李查理進入谷歌公司，展開了長達十數年的谷歌工作生涯。他的工作包括編寫代碼與及Chrome OS的開發。
2011年，李查理開始對比特幣產生興趣。 同年10月，他在Bitcointalk論壇上發表了莱特币。李查理利用在谷歌工作期間的空餘時間著手編寫基於比特幣的區塊鏈技術。莱特币發佈的時候，公眾已開採的代幣數量只有150枚。李查理表示他並不打算與比特幣競爭，而是打算將莱特币應用於面額較小的交易。
2013年7月，李查理離開谷歌並進入Coinbase工作，當時加密貨幣交易所Coinbase仍未接納他所創建的莱特币。
2017年12月，李查理宣布在Reddit宣佈基由利益沖突的關係，他已幾乎將所有持有的莱特币出售。由於此番言論可能對莱特币造成價格影響，李查理亦受到外界的批評。李查理將大部份的貪幣出售或捐出，只餘下少量作為收藏的實體貨幣。
李查理目前全職在莱特币基金會工作，推廣莱特币的發展與普及。 

## 言論
2018年5月，李查理在推特質疑區塊鏈平台EOS.IO在首次代幣發行中籌集了鉅額資金，卻只願撥出極小部份作為除錯獎勵。
2018年7月，有報導指出分散式交易所Bancor遭受黑客攻擊，在資產被凍結前損失為1350萬美元。李查理在推特發文指出，如果一家交易所可以令用戶損失資產或有權凍結用戶資產，那麼該交易所便不可能是分散式的。